# Adrenaline
Adrenaline är den amerikanska alternativ metal-gruppen Deftones debutalbum. Det släpptes 1995 av Maverick Records. Låtarna "Bored" och "7 Words" släpptes även om singlar.

## Låtlista
Samtliga låtar är skrivna av Deftones.
1. "Bored" – 4:06
2. "Minus Blindfold" – 4:04
3. "One Weak" – 4:29
4. "Nosebleed" – 4:26
5. "Lifter" – 4:43
6. "Root" – 3:41
7. "7 Words" – 3:43
8. "Birthmark" – 4:18
9. "Engine No. 9" – 3:25
10. "Fireal" – 6:36
11. "Fist" – 3:35